# Cheilotrichia alticola
Cheilotrichia alticola är en tvåvingeart som först beskrevs av Alexander 1925.  Cheilotrichia alticola ingår i släktet Cheilotrichia och familjen småharkrankar. Inga underarter finns listade i Catalogue of Life.